# Rhyacophila kimminsiana
Rhyacophila kimminsiana är en nattsländeart som beskrevs av Lazar Botosaneanu 1958. Rhyacophila kimminsiana ingår i släktet Rhyacophila och familjen rovnattsländor. Inga underarter finns listade i Catalogue of Life.